# هولوغالان

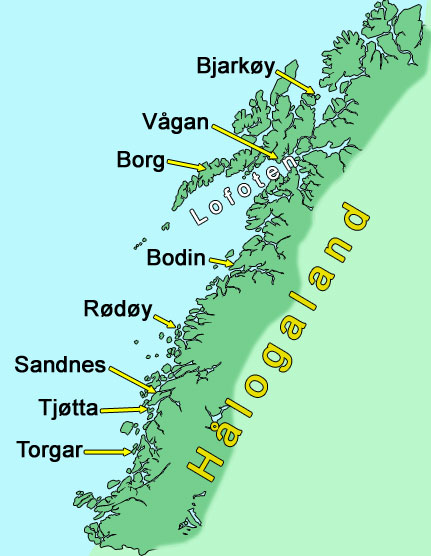
خريطة هولوغالان

هولوغالان (بالنرويجية: Hålogaland) كانت أقصى منطقة في شمال النرويج في العصور الوسطى الإسكندنافية. وفي أوائل حقبة الفايكنغ كانت هولوغالان مملكة صغيرة تمتد بين وادي نامدالن (Namdalen) في مقاطعة نور تروندلاغ ومضيق لينغن (Lyngen) البحري في مقاطعة ترومس.